# Muixeranga d'Alacant
La Muixeranga d'Alacant és una muixeranga nascuda el 2014, a la imatge de les colles de la ciutat d'Algemesí i actualment la Muixeranga de més al sud del País Valencià.
El desembre de 2017 va participar en la Festa Major d'Hivern de Castelldefels. El 2018 assolí la figura Alta Clàssica, una figura de 5 alçades amb 4 bases, 4 segons, 2 tercers, 1 alçador/a i 1 xiquet/a.

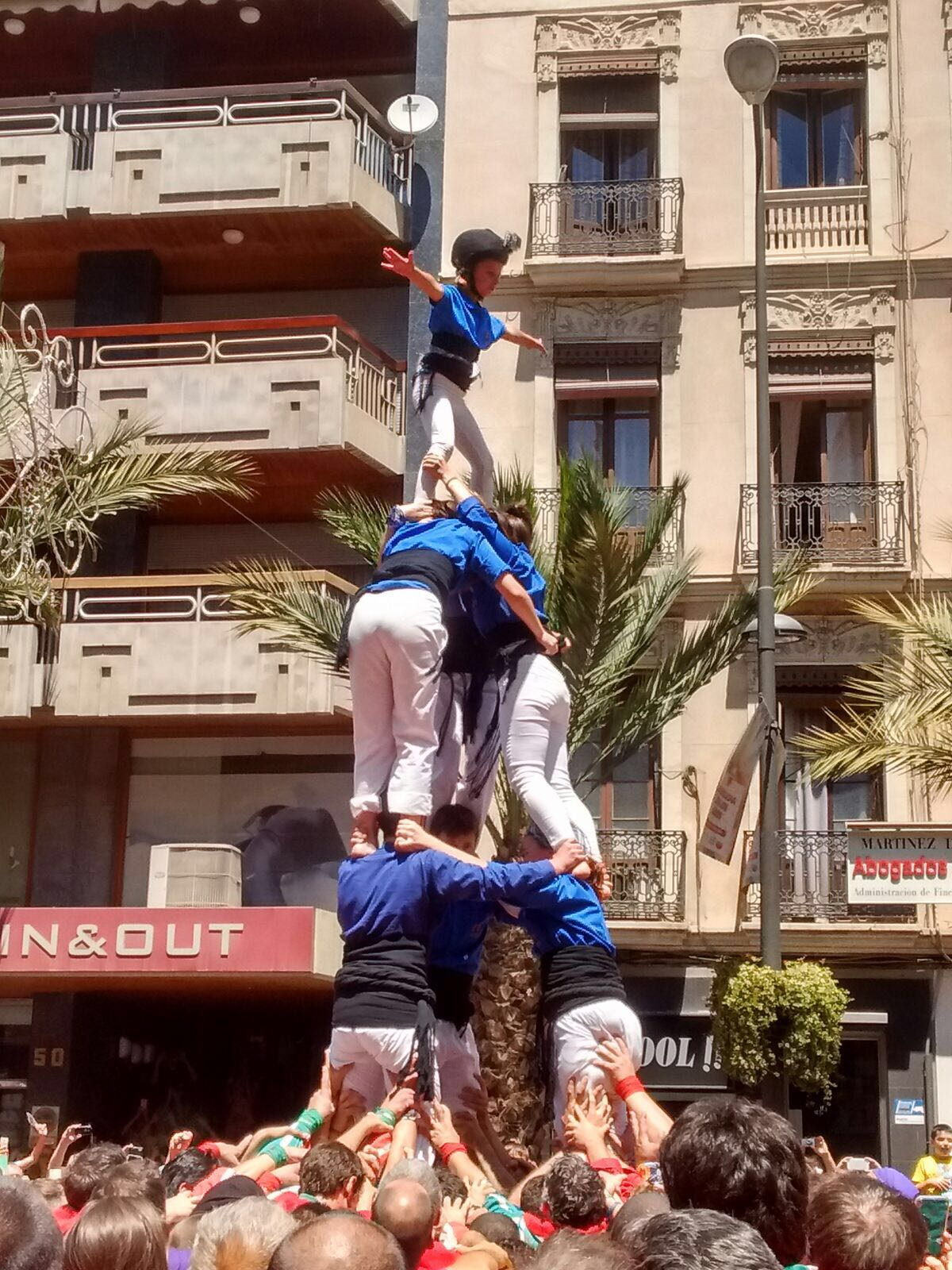
Un castell de 4 amb el vestit antic

El seu vestit està compost per una jaqueta i pantaló arlequinats a ratlles blanques i blaves, que va substituir a l'uniforme del començament de camisa blava i pantaló blanc. La nova indumentària va ser estrenada el 8 de desembre de 2017 a la Festa Major d'hivern de Castelldefels, on van participar al seguici i a la plantada de castells, juntament amb els Castellers de Castelldefels.
Des de la seua fundació, la Muixeranga d'Alacant organitza la seua pròpia Trobada de Muixerangues. En les primeres quatre edicions es va celebrar els tercer diumenge de juny, fent-la coincidir amb les festes grans de la ciutat, les Fogueres de Sant Joan. En eixes edicions, la Diada Muixeranguera d'Alacant reunia en la ciutat la major part de colles en actiu. La cinquena edició, la de 2019, va suposar un punt d'inflexió. Amb canvi de nom, la V Trobada de Muixerangues d'Alacant es va traslladar al mes d'octubre, per a fer-la coincidir amb l'aniversari de la colla, i va reduir el nombre de colles convidades a dos, apostant només per muixerangues de primera línia.
| La Muixeranga                    |
|                                  |
| Interpretada per Xavier Richart. |
|                                  |